# (73933) 1997 RW1
1997 أر دابليو 1 (ويعرف أيضًا باسم (73933) 1997 أر دابليو 1 وفق تسمية الكوكب الصغير) (بالإنجليزية: 1997 RW1)‏ هو كويكب ضمن حزام الكويكبات؛ وترتيبه 73933 من حيث الاكتشاف.
اكتُشف هذا الجُرم الفلكي بواسطة OCA–DLR Asteroid Survey ‏ في 3 سبتمبر 1997.

## وصلات خارجية
- (73933) 1997 RW1 في قاعدة بيانات مختبر الدفع النفاث لأجرام النظام الشمسي الصغيرة

- الاكتشاف · مخطط المدار ·  العناصر المدارية · المعلمات المادية

- (73933) 1997 RW1 على موقع ويكي سكاي: DSS2, SDSS, GALEX, IRAS, Hydrogen α, X-Ray, Astrophoto, Sky Map, Articles and images